# Ponteland Castle
Ponteland Castle är ett slott i Storbritannien.   Det ligger i grevskapet och kommunen Northumberland i riksdelen England, i den centrala delen av landet, 400 km norr om huvudstaden London. Ponteland Castle ligger 62 meter över havet.
Terrängen runt Ponteland Castle är platt. Runt Ponteland Castle är det mycket tätbefolkat, med 1 754 invånare per kvadratkilometer. Närmaste större samhälle är Newcastle upon Tyne, 11,9 km sydost om Ponteland Castle. Trakten runt Ponteland Castle består i huvudsak av gräsmarker.